# Patrick Sheridan
Patrick Joseph Thomas Sheridan, üblich Patrick J. Sheridan (* 10. März 1922 in New York City; † 2. Dezember 2011 ebenda), war ein US-amerikanischer Geistlicher und römisch-katholischer Weihbischof in New York.  

## Leben
Patrick Sheridan, Sohn aus einer Familie mit sieben Kindern, wuchs im Umfeld der Pfarre Holy Name of Jesus an der New Yorker West Side auf. Er studierte nach seinem Abschluss am Cathedral College, New York, NY, Philosophie und Katholische Theologie am Priesterseminar „St. Joseph“ in Dunwoodie/Yonkers, NY. Er empfing am 1. März 1947 die Priesterweihe und war als Vikar in St. James the Apostle in Carmel tätig. An der University of Chicago machte er einen Master-Abschluss in Pädagogik. 1949 wurde er Pfarrvikar in Our Lady of Victory in Manhattan, 1956 in Corpus Christi in Manhattan. Er schloss sich 1957 der New York Apostolate Mission Band an, einer Gruppe von Priestern, die im Erzbistum New York die Ergebnisse des Zweiten Vatikanischen Konzils verkündeten; 1965 wurde er Leiter dieser Gruppe. 1967 wurde er Pfarrer von Blessed Sacrament in Manhattan.
Nach kurzer Lehrtätigkeit an der Cardinal Hayes High School in der Bronx wurde er 1976 zum Bischofsvikar für Northeast Bronx und Pfarrer von Holy Rosary ernannt. 1982 wurde er zum Bischofsvikar für Central Westchester ernannt. Von 1980 bis 1985 war er zudem Pfarrer von St. Joseph in Brownsville. John Joseph Kardinal O’Connor berief ihn 1987 zum Generalvikar der Erzdiözese von New York.
Papst Johannes Paul II. ernannte ihn am 30. Oktober 1990 zum Titularbischof von Cursola und zum Weihbischof im Erzbistum New York. Die Bischofsweihe spendete ihm der Erzbischof von  New York, Kardinal John Joseph O’Connor, am 12. Dezember 1990; Mitkonsekratoren waren die New Yorker Weihbischöfe Patrick Vincent Ahern und Anthony Francis Mestice. 1993 wurde er zum Cancellarius Curiae ernannt und betreute die Diözesanseminare. 1995 war er Organisator des Besuchs von Papst Johannes Paul II. in New York und der Messe im Central Park.
1998 wurde er mit dem Catholic Home Bureau’s Humanitarian Award geehrt. 1999 erhielt er die Medal of Life Award from Pius XII Youth and Family Services. Er war Mitglied des Ritterordens vom Heiligen Grab zu Jerusalem und des Malteserordens.
Am 15. Januar 2001 nahm Papst Johannes Paul II. seinen altersbedingten Rücktritt an. Patrick Sheridan galt als einer der populärsten Geistlichen in der Erzdiözese. Er wurde auf dem Calvary Cemetery in Queens bestattet.

## Schriften
- St. Joseph Millennium Prayer Book, Catholic Book Publishing 1998